# بارت سترالمان
بارت سترالمان (بالهولندية: Bart Straalman) (22 أغسطس 1996 في هولندا - ) هو لاعب كرة قدم هولندي في مركز الدفاع. لعب مع دي غرافشاب.

## روابط خارجية
- بارت سترالمان على موقع قاعدة بيانات كرة القدم.إي يو (الإنجليزية)
- بارت سترالمان على موقع Soccerway.com (الإنجليزية)
- بارت سترالمان على موقع عالم كرة القدم.نت (الإنجليزية)